# Stazione di Yoichi
La stazione di Yoichi (余市駅?, Yoichi-eki) è una stazione ferroviaria situata nella cittadina di Yoichi, in Hokkaidō, Giappone, lungo la linea principale Hakodate della JR Hokkaido.

## Strutture e impianti
La stazione, è dotata di un marciapiede laterale e uno a isola con tre binari passanti in superficie. Le banchine sono collegate da una passerella sopraelevata al fabbricato viaggiatori, non presenziato, dotato di una piccola sala d'attesa.

## Movimento
Presso questa stazione fermano quasi tutti i treni, incluso il servizio espresso Niseko Liner, in passato affiancato dai treni Hokkai e Raiden. Molti treni provenienti da Sapporo/Otaru terminano qui la corsa.

## Servizi
Il fabbricato viaggiatori è dotato di una piccola sala d'attesa.
- Sala d'attesa
- Biglietteria presenziata
- Servizi igienici
- Chiosco
- Stazione di polizia (kōban)

## Interscambi
- Fermata autobus (piazzale esterno)
- Taxi